# Шишковердь
Шишковердь (рос. Шишковердь) — село в Княгининському районі Нижньогородської області Російської Федерації.
Населення становить 114 осіб. Входить до складу муніципального утворення Возрожденська сільрада.

## Історія
Від 2009 року входить до складу муніципального утворення Возрожденська сільрада.

## Населення
| 2002 | 2010 |
| ---- | ---- |
| 136  | ↘114 |